# Aspilus callewaerti
Aspilus callewaerti är en skalbaggsart som beskrevs av Thierry Bourgoin 1929. Aspilus callewaerti ingår i släktet Aspilus och familjen Cetoniidae. Inga underarter finns listade.